# Lithogenes wahari
Lithogenes wahari és una espècie de peix de la família dels loricàrids i de l'ordre dels siluriformes.